# Bray (Oklahoma)
Bray is een plaats (town) in de Amerikaanse staat Oklahoma, en valt bestuurlijk gezien onder Stephens County.

## Demografie
Bij de volkstelling in 2000 werd het aantal inwoners vastgesteld op 1035.
In 2006 is het aantal inwoners door het United States Census Bureau geschat op 1052, een stijging van 17 (1,6%).

## Geografie
Volgens het United States Census Bureau beslaat de plaats een oppervlakte van
163,0 km², waarvan 161,2 km² land en 1,8 km² water. Bray ligt op ongeveer 384 m boven zeeniveau.

## Plaatsen in de nabije omgeving
De onderstaande figuur toont nabijgelegen plaatsen in een straal van 28 km rond Bray.